# Alfredo Falugi
Alfredo Alejandro Falugi (Pigüé, Provincia de Buenos Aires, Argentina, 28 de diciembre de 1947) es un dibujante de historietas argentino. 

## Biografía

### Niñez  y  adolescencia
Su padre fue el exitoso mago "El gran Falugi", que en su permanente peregrinar se trasladaba con su familia de ciudad en ciudad, dentro de Argentina y también en países limítrofes.
Alfredo transcurre gran parte de su niñez y adolescencia en distintas zonas de Brasil y es allí donde comienza a  realizar sus primeros trabajos relacionados con la publicidad.
De regreso en Argentina y radicado en la Provincia de Córdoba, comienza a trabajar en la Municipalidad de Córdoba en el departamento de dibujo.

### Labor  profesional
La iniciación en el "comics" comienza en  1979,  guiado por el maestro  Lito Fernández y con Alex Toth como referente.  Los primeros trabajos fueron para la Editorial Bastei de Alemania y D.C. Thompson de Inglaterra, eran historietas unitarias con guionistas de la misma editorial.
Después en 1980 comenzó a dibujar para la Editorial Columba para las revistas "Intervalo", "Nippur", "D'Artagnan". Con historietas como "Cuento de Almejas" de Armando Fernández, "Jefferson Kiss" de Ricardo Ferrari, "Mayra Kelly", "El hombre de Ritz", "La odisea del Talbot", "El cisne Negro", "Ella , la mujer" también de Ricardo Ferrari, "Khryse" de Morini y por último "Anders" y "Amanda" con guiones de Robin Wood.
Estos últimos tres fueron los principales trabajos realizados en Argentina y "Anders" y "Amanda"  se dejaron de publicar localmente en 1995. "Amanda" se continúa editando con buen éxito en Italia, siempre con guiones de Robin Wood quien permanentemente la mantiene actualizada. Mientras en Paraguay se emitió "Isabella" en los diarios Última hora, La Opinión y ABC, también guionada por el talentoso Robin Wood.

## Obra
| Años      | Título                            | Guionista         | Publicación       |
| --------- | --------------------------------- | ----------------- | ----------------- |
| 1980      | Cuento de almejas                 | Armando Fernández | Intervalo         |
| 1982      | Khryse                            | Morini            | Intervalo         |
| 1982      | Jefferson Kiss                    | Ricardo Ferrari   | Intervalo         |
| 1990      | Conquistaré Nueva York            | Paula Marín       | Intervalo         |
| 1991      | Las aventuras de "Tiburón" Barker | Robin Wood        | Intervalo         |
| 1992      | Anders                            | Robin Wood        | Intervalo         |
| 1992-2016 | Amanda                            | Robin Wood        | Intervalo- Italia |